# Parag Agrawal
Parag Agrawal (Ajmer, 21 mei 1984) is een Amerikaans softwareontwikkelaar en bestuursvoorzitter. Hij was van november 2021 tot oktober 2022 de CEO van het sociale netwerk Twitter. 

## Biografie
Agrawal werd geboren in de stad Ajmer, India. Hij verhuisde naar Bombay en ging naar de Atomic Energy Central School, een school voor kinderen van medewerkers van de Indiase afdeling voor atoomenergie. In 2005 behaalde hij zijn Bachelor aan de Indian Institute of Technology Bombay (IIT). Agrawal emigreerde naar de Verenigde Staten waar hij computerwetenschappen ging studeren aan de Stanford-universiteit.

## Carrière
Agrawal kwam in 2011 te werken bij Twitter. Hij werd in 2017  technisch directeur (CTO) en was nauw betrokken bij het Bluesky-project, een gedecentraliseerd communicatiemiddel ontwikkeld door Twitter.
Op 29 november 2021 maakte Twitter mede-oprichter en CEO Jack Dorsey bekend dat hij met onmiddellijke ingang aftrad en werd vervangen door Agrawal.
Op 28 oktober 2022 werd Agrawal na de overname van Twitter door Elon Musk per direct ontslagen als CEO van Twitter.
- Gemeinsame Normdatei: 127157151X
- Semantic Scholar: 37973846
- Virtual International Authority File: 19166777254431940003